# Bazaliom
Bazaliom (též basaliom či bazocelulární karcinom) je nejčastějším typem rakoviny kůže. Jen vzácně metastazuje. Usmrcuje velmi výjimečně, je však přesto považován za zhoubný, protože může způsobit významné destrukce (ulcus rodens) a znetvoření infiltrací do okolních tkání. V 80 % případů se bazaliom vyskytuje na hlavě a krku. V posledních letech výskyt tohoto nádoru stoupá. Podle Světové zdravotnické organizace zvyšuje riziko onemocnění bazaliomem skutečnost, pokud lidé začnou používat solária před 25. rokem věku, a to o 40%.

## Typy nádoru
Bazaliomy lze rozdělit do následujících kategorií:
- nodulární bazaliom (klasický bazaliom)
- cystický bazaliom
- jizevnatý bazaliom (morfeaformní bazaliom)
- infiltrativní bazaliom
- mikronodulární bazaliom
- superficiální bazaliom
- pigmentovaný bazaliom
- hlodavý vřed (Jacobiho vřed)
- Pinkusův fibroepiteliom
- polypoidní bazaliom
- pórovitý bazaliom
- aberantní bazaliom

Viz též:
- syndrom névoidního bazaliomu

## Výskyt
Zhruba dvě třetiny bazaliomů se vyskytují na částech těla vystavených slunci. Třetina se objevuje na zbývajících místech, přičemž je třeba zdůraznit genetickou náchylnost na tento nádor.

## Vzhled
Bazaliom vypadá jako blýskavý, perlovitý uzlík.

## Diagnóza
Pro diagnostikování bazaliomů se provádí patologické studium vzorku získaného biopsií kůže. Nejčastější bioptickou metodou je snesení svrchní vrstvy kůže v lokální anestezii. Většinu uzlíkovitých bazaliomů lze diagnostikovat klinicky, některé varianty lze však velmi obtížně odlišit od nezhoubných lézí, například névů, sebaceomů, fibrózních papulí, jizev po akné nebo hypertrofického zjizvení.

## Patofyziologie

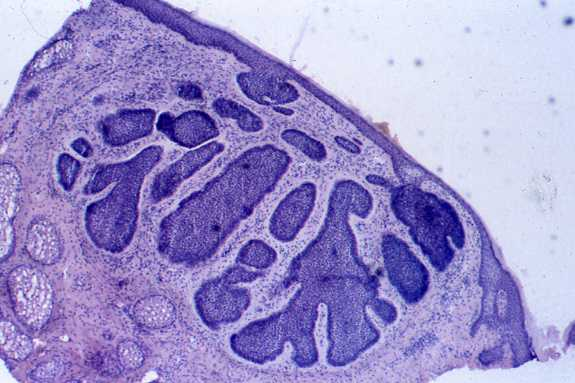
Histologie uzlíkovitého bazaliomu

Bazaliomy se vyvíjí ve vrstvě bazálních buněk v kůži. Expozici slunečnímu světlu vede ke tvorbě thyminových dimerů, formy poškození DNA. Přestože oprava DNA odstraní většinu škod způsobených UV zářením, ne všechna prokřížení jsou odstraněna. Kumulativní poškození DNA tedy vede k mutacím. Kromě vzniku mutací má sluneční světlo za následek také tlumení místního imunitního systému a může tak snižovat schopnost odhalovat nové nádorové buňky.
Bazaliom se vyvíjí také v důsledku syndromu bazocelulárního névu (Gorlinova syndromu), který je charakterizován odontogenními keratocystami v čelistní, dlaňové nebo chodidlové jamce, kalcifikací falx cerebri (v centrální linii mozku) a abnormality žeber. Příčinou syndromu je mutace genu PTCH1 (zodpovědného za ochranu proti nádorům) v chromozomu 9q22.3, který inhibuje hedgehog signální dráhu. Mutace genu SMO, který je na téže dráze, také způsobuje bazocelulární karcinom.

## Prevence a časná diagnóza
Bazaliom je nejčastějším typem rakoviny kůže. Vyskytuje se hlavně u lidí se světlou pletí a s rodinnou historií tohoto nádoru. Sluneční světlo je činitelem přibližně dvou třetin těchto nádorů, lékaři proto doporučují ochranu před sluncem. Jedna třetina se objevuje na místech nevystavených slunci.
Rozvoji nádoru mohou předejít chemoterapeutika, například 5-fluoruracil nebo imikvimod. Obvykle se doporučuje osobám s rozsáhlým poškozením od slunce, s historií vícečetných kožních nádorů nebo s prekancerózou. Často se opakuje každé 2 až 3 roky k dalšímu poklesu rizika kožní rakoviny.

## Léčba
Klíčové je vyšetření s pomocí biopsie, kde se stanoví jeden z následujících typů a podle toho probíhá léčba:
Pro jednoduchost lze bazaliomy dělit do tří skupin založených na lokalizaci a obtížnosti léčby:
1. Superficiální bazaliom, též případně považovaný za ekvivalent karcinomu "in-situ". Metodou první volby je u něj fotodynamická terapie obvykle s kyselinou aminolevulovou s aktivací lasery nebo denním světlem. Velmi citlivý jen na povrchovou chemoterapii, jako je např. Aldara (imikvimod) nebo fluoruracil. Je to jediný typ bazaliomu, který lze účinně léčit povrchovou chemoterapií.Dříve se používala i kryoterapie.
2. Infiltrativní bazaliom, obvykle zahrnující i morfeaformní a mikronodulární bazaliom. Jediným správným postupem je radikální excize (vyříznutí) s důkladnou bioptickou kontrolou, aby nebyly ponechány v těle maligní buňky. jedná se o nebezpečný typ, který často recidivuje.
3. Nodulární bazaliom, v zásadě zahrnující většinu zbývajících kategorií bazaliomů. Není neobvyklé se setkat s morfologickými vlastnostmi hned několika bazaliomů v témže nádoru. Správným postupem je excize (vyříznutí) skalpelem, nebo třeba laserem s důkladnou bioptickou kontrolou .

## Prognóza
Při správné volbě metody léčby v časné fázi primárního bazaliomu je prognóza výtečná. Opakované nádory se léčí mnohem obtížněji, s vyšší pravděpodobností dalšího návratu onemocnění- kolem 50%! Přestože bazaliom jen zřídka metastazuje, roste lokálně invazivně a ničí okolní tkáň. Může zasáhnout důležité struktury a vést ke ztrátě jejich funkce, případně k smrti. Drtivá většina případů je úspěšně léčitelná dříve, než se vyskytnou vážné komplikace. Míra rekurence různých léčebných metod je od 50 % do 1 % nebo i méně.

## Epidemiologie
Bazaliom se vyskytuje se mnohem častěji u lidí se světlou pletí a s rodinnou historií tohoto nádoru, větší výskyt je blízko rovníku a ve vyšších nadmořských výškách. Podle Skin Cancer Foundation je přibližně 800 000 nových případů ročně jen v samotných Spojených státech. Až u 30 % bělochů se během jejich života vyvine bazaliom. Vývin vícenásobného bazaliomu v nízkém věku může být projevem Gorlinova syndromu.

## Obrázky

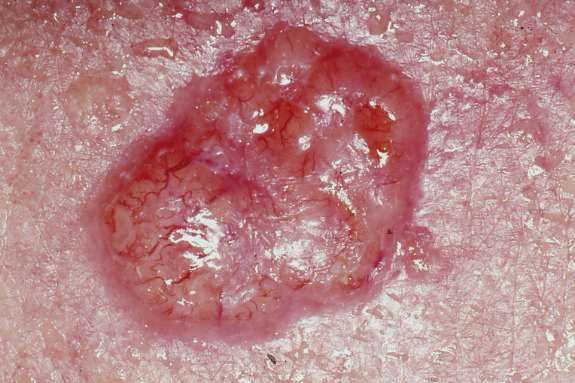
Bazaliom
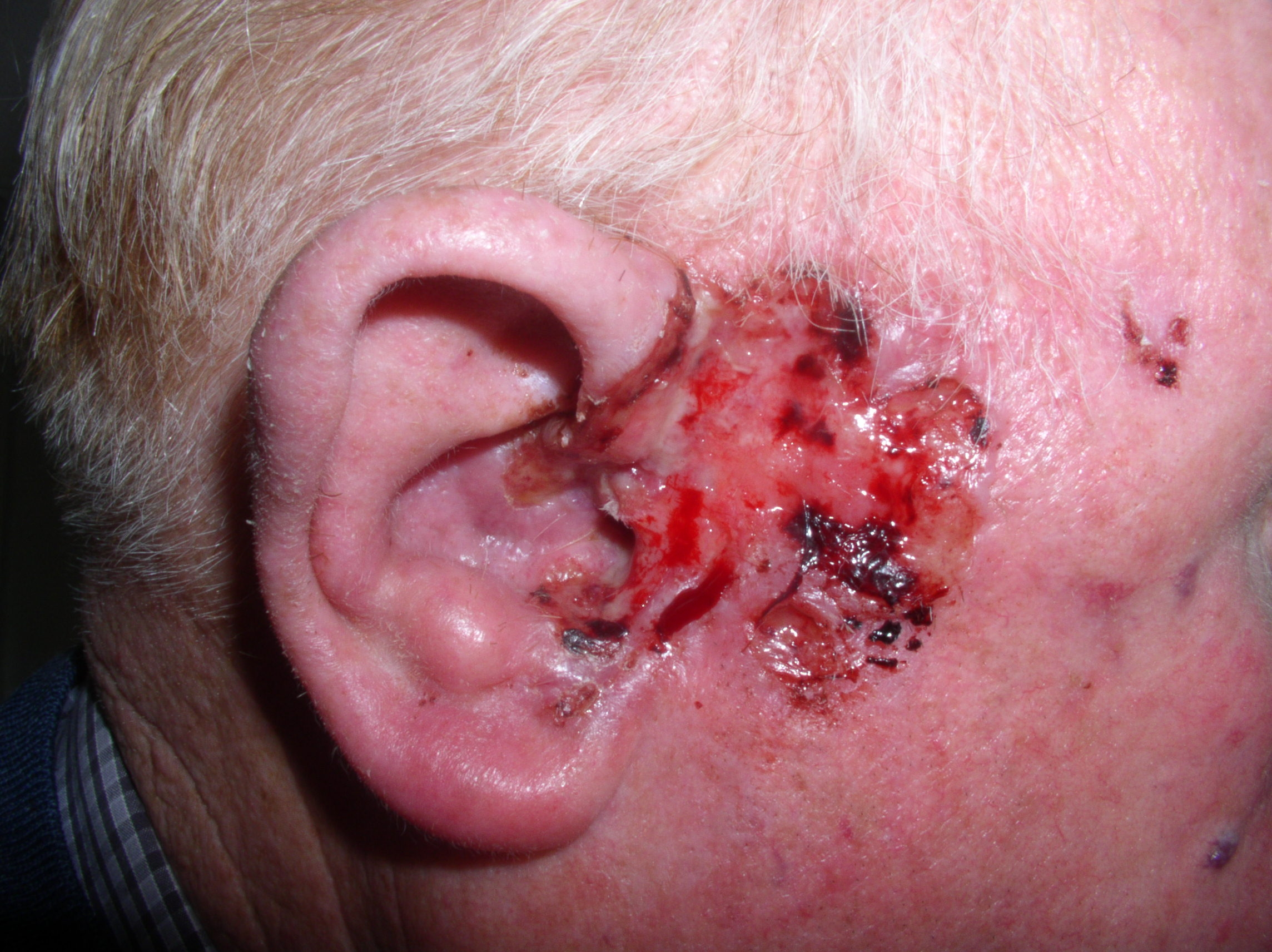
Bazaliom
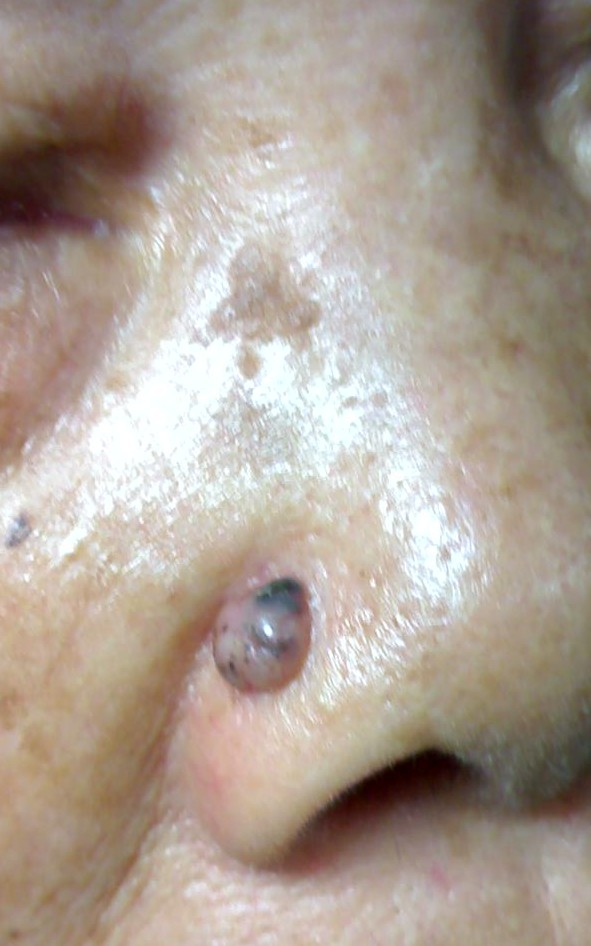
Bazaliom